# Erythroxylum citrifolium
Erythroxylum citrifolium är en tvåhjärtbladig växtart som beskrevs av A. St.-hil.. Erythroxylum citrifolium ingår i släktet Erythroxylum och familjen Erythroxylaceae. Inga underarter finns listade i Catalogue of Life.

## Bildgalleri

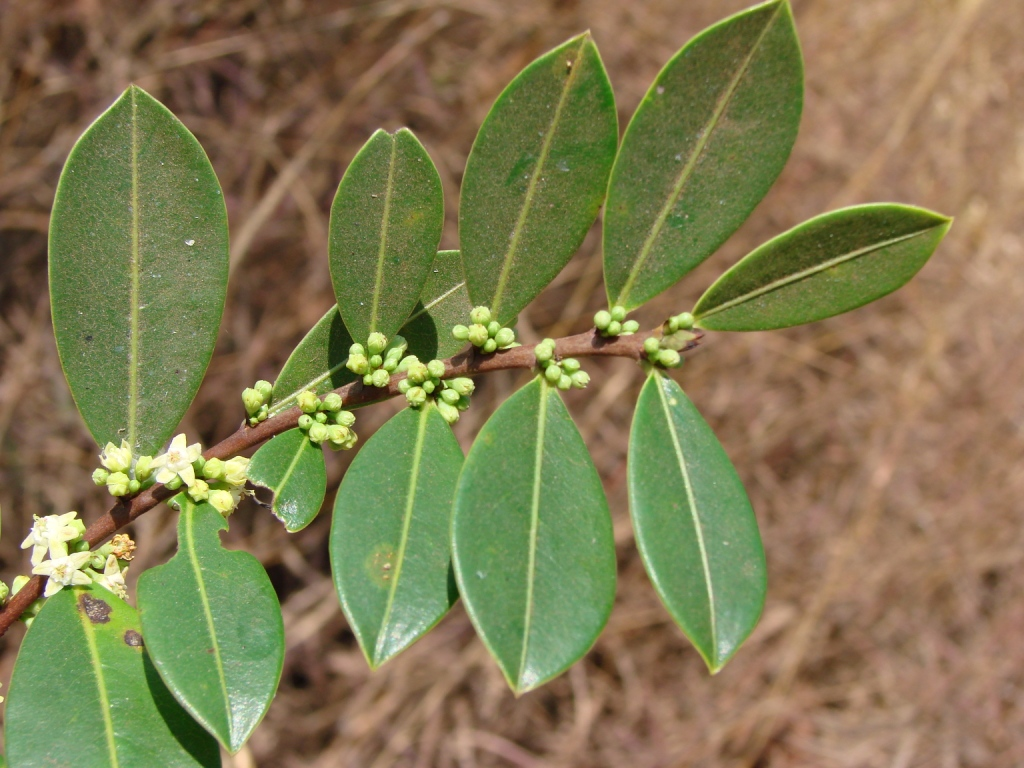
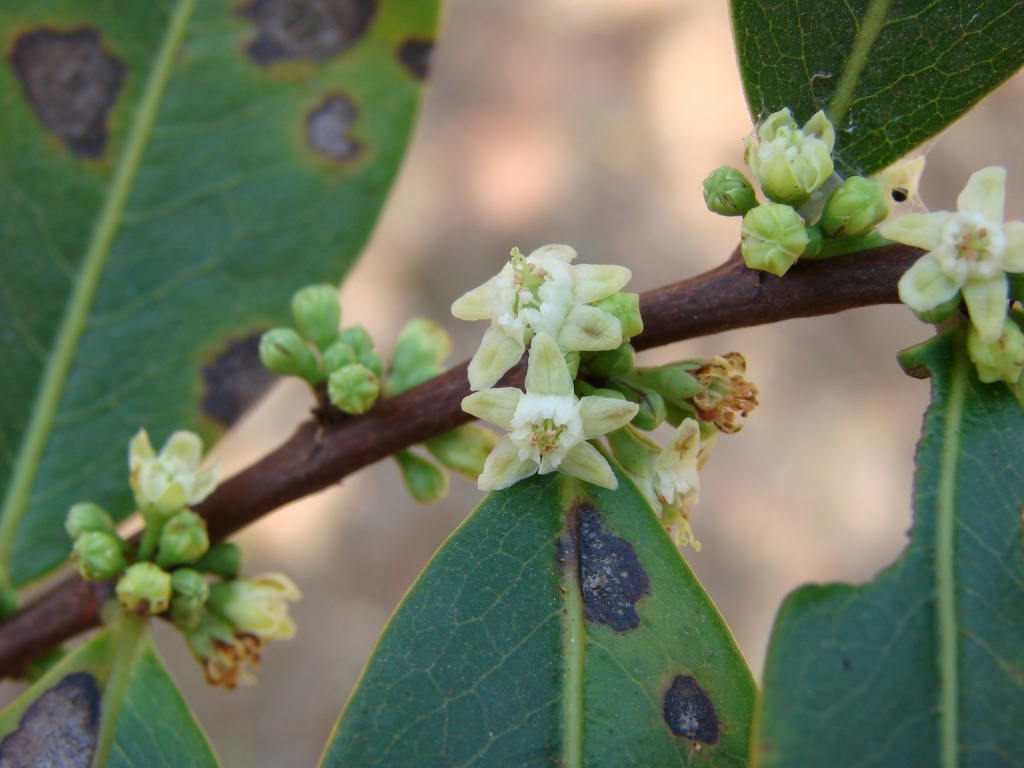
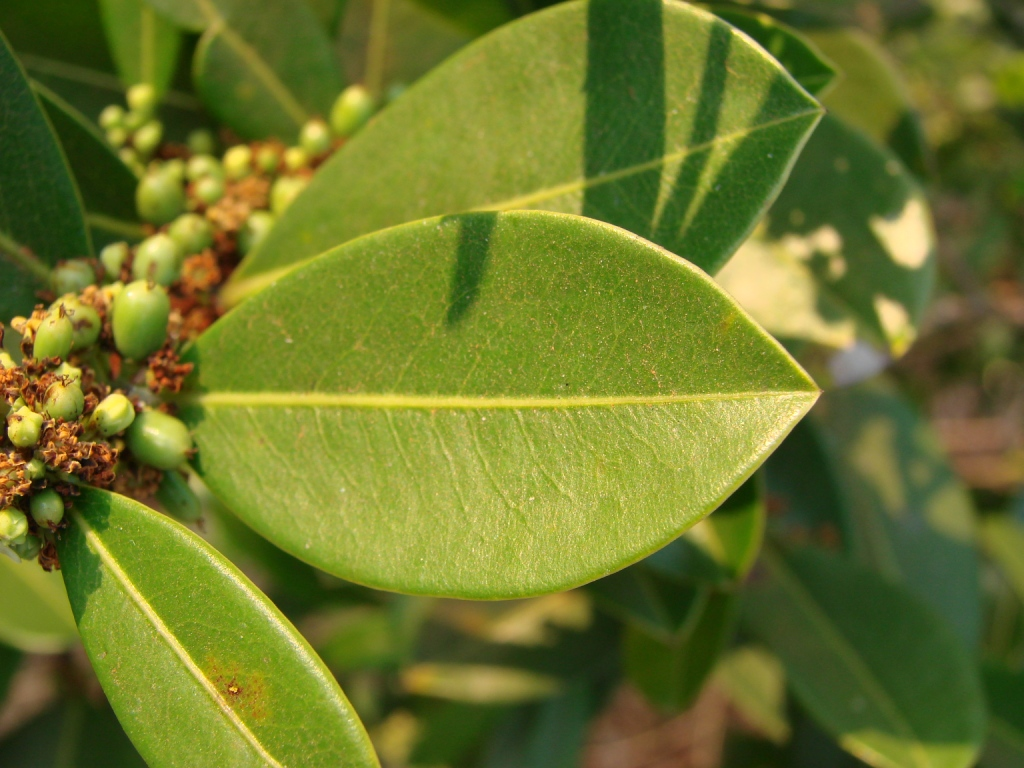